# كولبي كيف
كولبي كيف هو لاعب هوكي جليد كندي، ولد في 26 ديسمبر 1994 في باتلفورد ‏ في كندا.

## وصلات خارجية
- كولبي كيف على موقع دوري الهوكي الوطني (الإنجليزية)
- كولبي كيف على موقع EliteProspects.com (الإنجليزية)
- كولبي كيف على موقع Eurohockey.com (الإنجليزية)
- كولبي كيف على موقع HockeyDB.com (الإنجليزية)
- كولبي كيف على موقع Hockey-Reference.com (الإنجليزية)